# Vancouver Film Critics Circle Awards 2017
17. ročník předávání cen Vancouver Film Critics Circle se konal dne 18. prosince 2017. Nominace byly oznámeny dne 15. prosince 2017.

## Vítězové a nominovaní

### Nejlepší film
Lady Bird
- Nit z přízraků
- Dunkerk

### Nejlepší režisér
Paul Thomas Anderson – Nit z přízraků
- Greta Gerwig – Lady Bird
- Christopher Nolan – Dunkerk

### Nejlepší scénář
Jordan Peele – Uteč
- Greta Gerwig – Lady Bird
- Martin McDonagh – Tři billboardy kousek za Ebbingem

### Nejlepší herec v hlavní roli
Daniel Day-Lewis – Nit z přízraků
- Timothée Chalamet – Dej mi své jméno
- Gary Oldman – Nejtemnější hodina

### Nejlepší herečka v hlavní roli
Saoirse Ronan – Lady Bird
- Frances McDormandová – Tři billboardy kousek za Ebbingem
- Sally Hawkins – Tvář vody

### Nejlepší herec ve vedlejší roli
Willem Dafoe – The Florida Project
- Sam Rockwell – Tři billboardy kousek za Ebbingem
- Armie Hammer – Dej mi své jméno

### Nejlepší herečka ve vedlejší roli
Laurie Metcalf – Lady Bird
- Allison Janney – Já, Tonya
- Lesley Manville – Nit z přízraků

### Nejlepší dokument
Ex Libris: knihovny New Yorku
- Jane
- Visages, villages

### Nejlepší cizojazyčný film
120 BPM
- Fantastická žena
- Čtverec